# Acuentla
Acuentla är en ort i Mexiko.   Den ligger i kommunen Chilapa de Álvarez och delstaten Guerrero, i den södra delen av landet, 210 km söder om huvudstaden Mexico City. Acuentla ligger 1 505 meter över havet och antalet invånare är 577.
Terrängen runt Acuentla är kuperad åt nordost, men åt sydväst är den bergig. Runt Acuentla är det ganska glesbefolkat, med 39 invånare per kvadratkilometer. Närmaste större samhälle är Chilapa de Alvarez, 11,4 km nordost om Acuentla. Omgivningarna runt Acuentla är en mosaik av jordbruksmark och naturlig växtlighet.